# تپه علی مرده
تپه علی مرده مربوط به هزاره اول (پیش از میلاد) است و در شهرستان تکاب، بخش تخت سلیمان، دهستان ساروق، روستای چوبلو واقع شده است. این اثر در تاریخ ۳۰ دی ۱۳۸۵ با شمارهٔ ثبت ۱۶۸۱۷ به عنوان یکی از آثار ملی ایران به ثبت رسیده است.